# Seacombe
Seacombe – część miasta Wallasey, w Anglii, w hrabstwie ceremonialnym Merseyside, w dystrykcie metropolitalnym Wirral. Leży 4 km na zachód od centrum Liverpool i 289 km na północny zachód od Londynu. W 2001 miejscowość liczyła 15 158 mieszkańców.